# 内罗毕大学

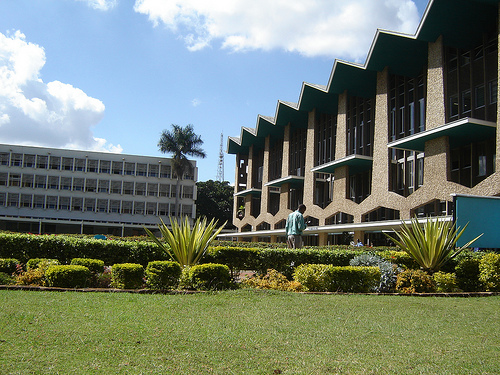
大学入口

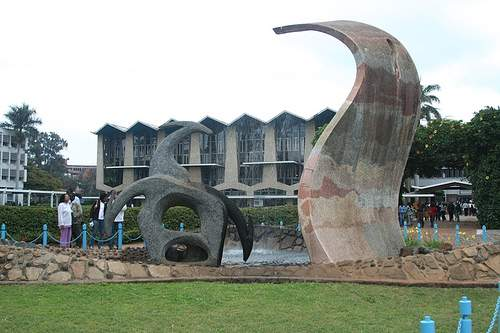
四边形建筑

内罗毕大学（University of Nairobi）是一所重要的肯尼亚大学。位于首都内罗毕。
她的前身是东非大学，1970年东非大学分为三部分，在内罗毕的校区成为现在的内罗毕大学。
2002年，有在校学生22000人，其中學士學位生17200人，研究生4800人。

## 历史
内罗毕大学的历史可以追溯到1956年，此年4月皇家技术学院成立，开始招收成绩优秀的中学毕业生。1961年6月25日，学校更名为内罗毕皇家学院，这是东非的第二所大学学院。学院同伦敦大学建立了特殊关系，为伦敦大学的艺术、科学和技术学院培养预备生。
1964年5月20日，内罗毕皇家学院更名为内罗毕大学学院，并成为东非大学的分部。同时预备升入伦敦大学的学生转而在东非大学继续学业。1970年更名为内罗毕大学，并成为肯尼亚的第一所国立大学。